# Władysław Milewicz
Władysław Milewicz (ur. 25 listopada 1903 w Uchaniach lub Teremcu, zm. 17 lipca 1978 w Łodzi) – polski lekarz, wieloletni dyrektor szpitali miejskich w Brześciu nad Bugiem, senator V kadencji (1938–1939). 

## Życiorys
Ukończył gimnazjum w Zamościu, następnie studiował medycynę na Uniwersytetach w Kijowie i Warszawie. Podczas studiów w Kijowie sprawował funkcję wiceprezesa Związku Demokratycznej Akademickiej Młodzieży Polskiej. W latach 1920–1921 więziony przez władze sowieckie. W 1922 podjął pracę w punkcie repatriacyjnym w Baranowiczach. Od 1924 pełnił obowiązki dyrektora Szpitala Miejskiego w Brześciu nad Bugiem, następnie od 1929 dyrektora Szpitala św. Józefa tamże. W wyborach 1938 uzyskał mandat senatorski w województwie poleskim. 
Po II wojnie światowej pracował jako dyrektor szpitali w Krasnymstawie, Rawie Mazowieckiej i Sieradzu. W 1956 został odznaczony Złotym Krzyżem Zasługi. 